# Twiningia fumidus
Twiningia fumidus är en insektsart som beskrevs av Ball 1901. Twiningia fumidus ingår i släktet Twiningia och familjen dvärgstritar. Inga underarter finns listade i Catalogue of Life.